# Fair Oaks (Oklahoma)
Fair Oaks – miasto w Stanach Zjednoczonych, w stanie Oklahoma, w hrabstwie Wagoner.